# Arkansas (rijeka)
Arkanzas je rijeka u SAD-u jedna od glavnih pritoka rijeke Mississippi. Rijeka teče uglavnom u smjeru na istok i jugoistok kroz američke savezne države: Colorado, Kansas, Oklahoma i Arkansas.
Arkansas je dug 2.364 km, te je šesta najduža rijeka u SAD-u te 45. najduža rijeka na svijetu. Izvire na Stjenjaku (engl. Rocky Mountains) u saveznoj državi Colorado. Sliv rijeke Arkanzas pokriva 505.000 km². Po količini vode od 240 m³/s rijeka Arkanzas je manja od rijeka Missouri i Ohio .
Gradovi na rijeci Arkansas.
- Pueblo, Colorado
- Wichita, Kansas,
- Tulsa, Oklahoma,
- Fort Smith, Arkansas
- Little Rock, Arkansas

Od 1819. godine pa do sve do američko-meksičkog rata 1846. godine, rijeka Arkansas je bila granica između španjolskoga Meksika i Sjedinjenih Američlih Država.

### Ostali projekti
|  | Zajednički poslužitelj ima još gradiva o temi Arkansas (rijeka) |